# 亞歷山大·利維爾
亞歷山大·利維爾（英語：Alex Revell；1983年7月7日—）是一位英格蘭足球運動員。在場上的位置是前鋒。他也曾效力於莱顿东方。

## 外部連結
- 足球数据库：亞歷山大·利維爾的球员统计数据